# Coś przepadło
Coś przepadło – singel Czerwonych Gitar wydany w 2014 roku. Singel jako jeden czterech promował płytę wydnaną z okazji 50-lecia zespołu Jeszcze raz.
Autorem tekstu jest Arkadiusz Wiśniewski, a muzyki Dariusz Olszewski i Arkadiusz Wiśniewski. 

## Twórcy
- Autor tekstu: Arkadiusz Wiśniewski
- Kompozytor: Dariusz Olszewski i Arkadiusz Wiśniewski
- Śpiew: Arkadiusz Wiśniewski
- Perkusja: Jerzy Skrzypczyk
- Gitary elektryczne: Marcin Niewęgłowski, Mieczysław Wądołowski, Dariusz Olszewski